# Henrik Hyldelund
Henrik Hyldelund (* 30. April 1985 in Haderslev) ist ein ehemaliger dänischer Triathlet. Er ist Weltmeister auf der Langdistanz in der Altersklasse M25–29 (2012) und Ironman-Sieger (2014).

## Werdegang
Henrik Hyldelund betreibt Triathlon seit 2011.
In Spanien wurde er im Juli 2012 Triathlon-Weltmeister auf der Langdistanz in der Altersklasse M25–29. 2012 wurde Hyldelund Dritter und 2013 wurde er Vize-Staatsmeister auf der Langdistanz.

### Sieger Ironman Copenhagen 2014
Im August 2014 gewann er den Ironman Copenhagen, nachdem er hier im Vorjahr schon den zweiten Rang belegt hatte. Bei der Triathlon-Weltmeisterschaft auf der Langdistanz belegte er 2015 den 17. Rang.
Henrik Hyldelund startete zusammen mit Camilla Pedersen und Martin Jensen im dänischen Fusion-Team. Er wurde trainiert vom Profi-Triathleten Martin Jensen. Seit 2016 tritt er nicht mehr international in Erscheinung.
Henrik Hyldelund ist seit September 2017 verheiratet und er lebt mit seiner Frau  und zwei Kindern in Aarhus.

## Sportliche Erfolge
| Datum/Jahr    | Rang | Wettbewerb                | Austragungsort | Zeit     | Bemerkung                                         |
| ------------- | ---- | ------------------------- | -------------- | -------- | ------------------------------------------------- |
| 12. Juni 2016 | 2    | Challenge Billund-Herning | Billund        |          | Zweiter auf der Halbdistanz hinter Andreas Dreitz |
| 23. Apr. 2016 | 5    | Challenge Fuerteventura   | Fuerteventura  | 04:02:14 | auf der Halbdistanz                               |
| 22. Juni 2014 | 1    | Ironman 70.3 Aarhus       | Aarhus         | 03:59:03 | Sieger bei der Erstaustragung                     |

| Datum/Jahr    | Rang | Wettbewerb                                           | Austragungsort    | Zeit     | Bemerkung                                                  |
| ------------- | ---- | ---------------------------------------------------- | ----------------- | -------- | ---------------------------------------------------------- |
| 23. Aug. 2015 | 2    | Ironman Copenhagen                                   | Kopenhagen        | 08:14:56 |                                                            |
| 27. Juni 2015 | 17   | ITU Long Distance Triathlon World Championships      | Motala            | 05:18:11 | Triathlon-Weltmeisterschaft auf der Langdistanz            |
| 24. Aug. 2014 | 1    | Ironman Copenhagen                                   | Kopenhagen        | 08:03:39 | [ 2 ]                                                      |
| 17. Mai 2014  | 5    | Ironman Lanzarote                                    | Puerto del Carmen | 09:09:14 |                                                            |
| 15. März 2014 | 8    | Abu Dhabi International Triathlon                    | Abu Dhabi         | 07:02:36 |                                                            |
| 29. Sep. 2013 | 2    | DEN Long Distance Triathlon National Championships   | Aalborg           | 04:00:59 |                                                            |
| 18. Aug. 2013 | 2    | Ironman Copenhagen                                   | Kopenhagen        | 08:13:39 |                                                            |
| 29. Juli 2012 | 1    | ITU Long Distance Triathlon World Championship 25–29 | Vitoria-Gasteiz   | 06:01:08 | Weltmeister auf der Langdistanz in der Altersklasse M25–29 |
| 8. Juli 2012  | 3    | DEN Long Distance Triathlon National Championships   | Aalborg           | 04:02:01 |                                                            |

(DNF – Did Not Finish)